# Vale do Mantaro
O Vale do Mantaro é um vale fluvial nos andes centrais do Peru formado pelo rio Mantaro. Fica no sul do departamento de Junín. As províncias do vale são: Jauja, Concepçao, Huancayo e Chupaca.

## População
A população de todo o vale é aproximadamente de 1 milhão de moradores.